# Hoya benvergarai
Hoya benvergarai är en oleanderväxtart som beskrevs av Kloppenb. och Siar. Hoya benvergarai ingår i släktet Hoya och familjen oleanderväxter. Inga underarter finns listade i Catalogue of Life.